# 缅甸烈士节
烈士节（發音：[ʔàzànì nḛ]）是为纪念包括昂山将军在内的8名烈士，设在每年7月19日的緬甸公眾假日。1947年7月19日，独立前夕的临时政府领导人——昂山、 德钦妙、巴琼、雅泽、巴温、曼巴凯、瑟散通、翁貌和保镖哥吞被刺客暗杀。在节日当天，高级政府官员通常会拜谒位于仰光的昂山将军烈士陵园。2016年7月19日，包括国务资政、民盟领袖杜昂山素季和国防军总司令敏昂莱大将在内的政、军界领导人参与了纪念仪式。据悉，这是敏昂莱任职5年期来第一次出席烈士节仪式，更是继奈温上将后，50年来首次有军队领导出席烈士节仪式。当日，包括中国驻缅甸大使馆陈辰代办在内的多国驻缅使节也冒雨向烈士纪念碑敬献了花圈。
1947年7月20日，妙玛吴丹基伟于仰光主持了首个烈士节。

## 历史
1947年7月19日，缅甸标准时间上午10时37分左右，在仰光市中心的秘书处举行内阁会议时，几名缅甸独立领袖被一伙身着制服的武装分子枪杀。此次暗杀事件是由吴苏领导的敌对政治集团所策划并实施。吴苏与其参与了暗杀行动的同党在由觉敏与另外两名大律师Aung Thar Gyaw、Si Bu主持的特别法庭上被审判并定罪。在1947年12月30日作出的判决中，法庭判处吴苏等人死刑，其余被判监禁。
1948年3月8日，缅甸高等法院驳回了吴苏及其同伙的上诉。缅甸最高法院法官埃貌（E Maung，1898–1977）1948年4月27日作出的判决中，最高法院驳回了对原审判决的上诉。（该案的判决书均由英文写成。）
缅甸时任总统苏瑞泰拒绝赦免或为判处死刑的犯人减刑。1948年5月8日，吴苏以犯有谋杀罪在永盛監獄被处绞。其余罪犯也根据犯罪程度受到了不等的刑罚。
遇难者名录有：
1. 昂山，国家副总理（未独立前）、国防部长、外交部长
2. 巴琼（英语：Ba Cho）, 新闻部长
3. 曼巴凯（英语：Mahn Ba Khaing），工业和劳动部长
4. 巴温（英语：Ba Win），贸易部长
5. 德钦妙（英语：Thakin Mya），不管部长
6. 雅泽，教育和国家计划部长
7. 瑟散通（英语：Sao San Tun），边境事务部部长
8. 翁貌（英语：Ohn Maung），运输部部长
9. 哥吞（英语：Ko Htwe），雅泽的保镖

财政部长丁图和内政部长觉迎没有出席当日的会议。此外，一名叫做巴纽（Ba Nyunt）的刺客虽冲进了众议院发言人吴努的办公室，但并未找到吴努本人而导致暗杀失败。吴努因身体不适而休假，躲过一劫。而后，巴纽成为审判过程中政府方面的证人。
许多缅甸人相信英国人以某种方式参与了暗杀阴谋；当时有两名英国军官也被捕，其中一人被指控为吴苏的特工提供枪支弹药。在枪击事件发生不久后，很大一部分、足以装备一支小型军队的武器在吴苏住宅附近的湖中被找到。
不久之后，最后一位英属缅甸总督，少将胡伯特·兰斯爵士任命吴努为临时政府首脑，当1948年1月4日缅甸独立时，吴努成为首任缅甸总理。